# Apolinario Mabini

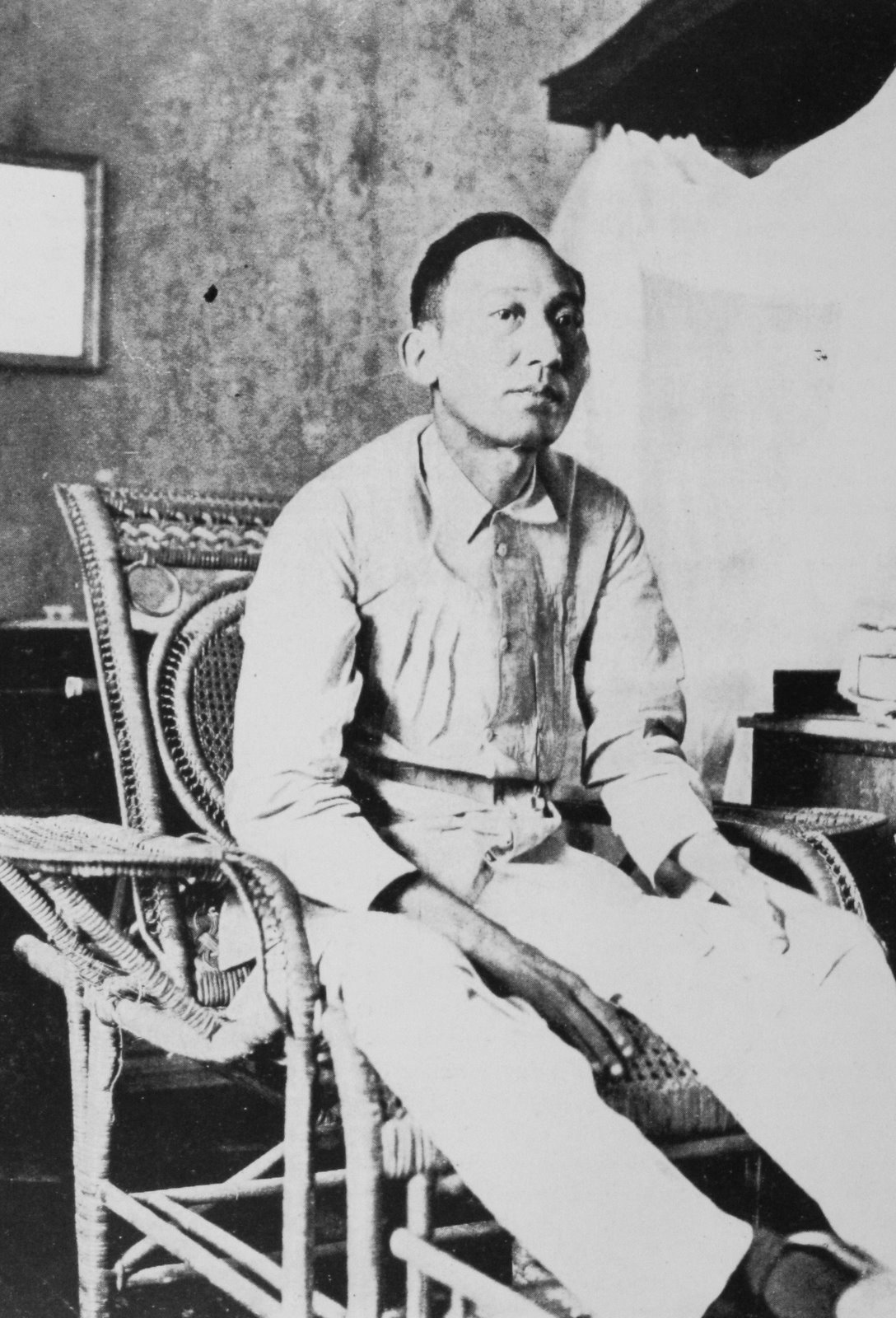
Apolinario Mabini

Apolinario Mabini (Tanauan, 23 juli 1864 - 13 mei 1903) was een Filipijns theoreticus die meeschreef aan de grondwet van de eerste Filipijnse Republiek (1899-1901). Hij werd wel het brein achter de Filipijnse revolutie genoemd. In 1899 werd hij de eerste die de functie van Eerste Minister van de Filipijnen zou vervullen. De bijnaam van Mabini was wel de Sublime Paralytic (de briljante verlamde) verwijzend naar de verlamming die hij in 1896 na een virusinfectie had opgelopen.

## Biografie
Mabini werd geboren op 23 juli 1864 in Barangay Talaga in Tanauan City in de provincie Batangas als tweede zoon in een gezin van acht jongens. De vader van Apolinarion was Inocencio Leon Mabini en zijn moeder was Dionisia Maranan. Zijn ouders waren arm en woonden in een nipa hut. De jonge Apolinarion moest in zijn jeugd vaak meehelpen op de boerderij van zijn ouders. Zijn moeder wilde graag dat de intelligente Apolinario later priester werd.
Hij ging in eerste instantie naar school in Tanauan City, haalde zijn Bachelor-diploma Kunsten aan het Colegio de San Juan de Letran. In 1894 voltooide hij aan de University of Santo Tomas zijn rechtenstudie.
Een ziekte, vermoedelijk polio, zorgde er in 1896 voor dat zijn onderlichaam verlamd raakte. Toen de Filipijnse revolutie uitbrak in hetzelfde jaar werd hij door de Spanjaarden gearresteerd vanwege het vermoeden dat hij erbij betrokken was. Vanwege zijn verlamming werd hij echter weer snel vrijgelaten en naar het San Juan de Dios-ziekenhuis gestuurd.
Mabini was echter wel degelijk betrokken bij de nationalistische beweging. Zo was hij lid van La Liga Filipina van José Rizal en werkte hij in het geheim aan de introductie van hervormingen binnen de overheid. In 1898, terwijl hij vakantie vierde in Los Baños, wilde Emilio Aguinaldo hem graag spreken om zijn hulp in te roepen. Honderden mannen droegen hem om de beurt in een hangmat naar Cavite.
Hij werd de belangrijkste adviseur van Aguinaldo tijdens de Filipijnse revolutie in 1898. Hij schreef ontwerp-decreten en schreef mee aan de eerste grondwet van Azië voor de Eerste Filipijnse Republiek. Na de installatie van de revolutionaire regering in januari 1899 werd Mabini Eerste Minister en Minister van buitenlandse zaken. In deze rol leidde Mabini de onderhandelingen met de Amerikanen, die begonnen op 6 maart 1899. De Amerikanen boden Mabini autonomie voor de nieuwe regering van Aquinaldo, maar de onderhandelingen liepen stuk op de voorwaarde van Mabini dat er een wapenstilstand zou komen in het steeds gewelddadiger wordende conflict. Hierop werd nogmaals onderhandeld, waarbij Mabini uit was op een definitief vredesbestand. De onderhandelingen faalden echter opnieuw. Mabini, die vond dat de Amerikanen niet oprecht onderhandelden, brak de onderhandelingen af en verklaarde zijn steun aan een oorlog. Op 7 mei 1899 nam hij ontslag uit de regering.
Op 10 december 1899 werd Mabini gevangengenomen door de Amerikanen in Cuyapo. Later kwam hij echter weer vrij. In 1901 werd hij verbannen naar Guam, samen met diverse andere opstandelingen. In 1903 kon hij echter terugkeren op voorwaarde dat hij zou beloven met zich te onderwerpen aan het gezag van de Amerikanen. Deze belofte deed hij uiteindelijk op 26 februari 1903.
Op 13 mei 1903 overleed Mabini aan cholera in Manilla.
- Biblioteca Nacional de España: XX1350256
- Gemeinsame Normdatei: 1053880952
- International Standard Name Identifier: 0000 0000 8077 9229
- Library of Congress Control Number: n50041978
- National Archives and Records Administration: 10582772
- Nationale Bibliotheek van Israël: 987007264858905171
- Nederlandse Thesaurus van Auteursnamen: 070697213
- SNAC: w65h933j
- Système universitaire de documentation: 17832695X
- Trove: 909704
- Virtual International Authority File: 77558172
- WorldCat: E39PBJjhCCMbGqxgPmYM6gvyh3